# زمین (رمان)
زمین (به فرانسوی: La Terre)، رمانی است از نویسنده، روزنامه نگار و نمایش نامه نویس فرانسوی، امیل زولا، که در سال ۱۸۸۷ در فرانسه منتشر شد. این کتاب پانزدهمین جلد از مجموعهٔ ۲۰جلدی روگن ماکار است، ماجرای داستان در یک جامعهٔ روستایی در مرکز فرانسه و جنوب‌غربی پاریس به نام بیچه (فرانسه) شکل می‌گیرد. این کتاب بازگوکنندهٔ شخصیت و ماجرای ژان ماکار است که ماجرای دوران کودکی او در کتاب ثروت روگن‌ها تعریف شده و اکنون شرح پیوند او با داستان‌های سری قبل را بازگو می‌شود.

## ترجمه به فارسی
این کتاب با مشخصات زیر در ایران چاپ شده‌است:
- زولا، امیل، زمین، ترجمهٔ محمدتقی غیاثی، نیلوفر، چاپ نخست، تهران، بهار ۱۳۶۱